# Rutes europees 601, 602, 603, 604 i 606
Les Rutes europees 601, 602, 603, 604 i 606 són un conjunt de rutes que formen part del sistema de rutes europees de carreteres que connecten diferents països d'Europa. Aquestes rutes estan senyalitzades amb la sigla "E" seguit del número de la ruta i una barra vertical.

## Ruta 601: Niort - La Rochelle
62 km
- França
  - Niort E05
  - La Rochelle E03, E602

## Ruta 602: La Rochelle -Saintes
68 km
- França
  - La Rochelle E03, E601
  - Saintes E603

## Ruta 603: Saintes - Limoges
178 km
- França
  - Saintes E602
  - Angulema E606
  - Limoges E09

## Ruta 604: Tours - Vierzon
115 km
- França
  - Tours E05, E60, E502
  - Vierzon E11

## Ruta 606: Angulema - Bordeaux
129 km
- França
  - Angulema E603
  - Bordeus E05, E70, E72